# Ferran IV de Castella
Ferran IV de Castella, anomenat l'Emplaçat (Sevilla, 1285 - Jaén, 1312), fou rei de Castella (1295-1312).

## Orígens familiars
Fill del rei Sanç IV de Castella i Maria de Molina, i net d'Alfons X el Savi.

## Regència de Maria de Molina
Maria de Molina, a la mort del rei Sanç, assumí la tutoria i la regència de l'infant Ferran, que llavors tenia nou anys. Ferran fou proclamat rei a Toledo el mateix any 1295 i la regència de la seva mare va durar fins al 1301.
Fou una regència difícil, marcada per lluites internes i rivalitats, principalment, de l'infant Joan de Castella, oncle del jove rei, i d'Alfons de la Cerda, net d'Alfons X el Savi. Aquestos dos enemics aconseguiren el suport dels reis Alfons IV de Portugal, Jaume II el Just de Catalunya-Aragó, a canvi dels drets sobre el Regne de Múrcia, i Felip IV de França. A poc a poc i gràcies a les maniobres polítiques de Maria, aconseguí desarmar als enemics, per a mantenir la pau en el tron i poder lliurar-lo al seu fill en condicions favorables.

## Ascens al tron
El 1295 conquerí Gibraltar. Assolida ja la majoria d'edat, una de les decisions importants del nou rei fou l'acord de fronteres amb la Corona d'Aragó el 1304 mitjançant la Sentència Arbitral de Torrelles, tot i que aquest fou un conveni poc favorable per a Castella. Després volgué apaivagar les pretensions del seu cosí Alfons de la Cerda cedint-li privilegis en moltes vil·les i llocs. Més tard s'uní amb Jaume II el Just mitjançant el Tractat d'Alcalá de Henares per a la conquesta del Regne de Granada, però el pla resultà un fracàs.

## Núpcies i descendents
El 1302 es casà a Valladolid amb Constança de Portugal, filla de Dionís I de Portugal i Elisabet d'Aragó. D'aquesta unió en nasqueren:
- La infanta Elionor de Castella (1307-1359), casada de facto el 1319 amb el príncep Jaume d'Aragó i el 1329 amb el germà d'aquest, Alfons IV d'Aragó.
- La infanta Constança de Castella (1308-1310).
- L'infant Alfons XI de Castella "el Just" (1311-1350), rei de Castella i rei de Lleó.